# Francorosso
Francorosso è un operatore turistico italiano fondato nel 1953.

## Storia
L'impresa sorse a Torino nel 1953, con sede in Corso  Giulio Cesare, come "Ufficio Turistico Franco Rosso", per iniziativa di Franco Rosso. Nei primi anni la sua attività consisteva nel rivendere prodotti di altre agenzie turistiche, in particolare della Chiariva, prima agenzia turistica italiana, fondata a Milano nel XIX secolo.
Durante il boom economico si sviluppò offrendo tour estivi organizzati in Europa, cataloghi con le proposte di crociera delle compagnie italiane ed estere, viaggi aerei intercontinentali (inaugurati nel 1967).
Negli anni settanta ampliò la propria offerta con le destinazioni in Africa e, nel 1973 diventò Francorosso International, con un'ulteriore specializzazione verso le destinazioni internazionali.
Nel 1998 Francorosso, in vendita già da un paio d'anni,  fu acquisita dal gruppo Alpitour.